# América de Cali (femminile)
L'América de Cali è una squadra di calcio femminile colombiana, sezione dell'omonimo club con sede nella città di Cali, capoluogo del dipartimento di Valle del Cauca. Disputa la Liga Profesional Femenina, massimo livello del campionato colombiano di categoria e gioca gli incontri casalinghi più importanti allo Stadio olimpico Pascual Guerrero, impianto dalla capienza di 35 405 posti che condivide con la squadra maschile.
Istituita nel 2016, nel 2019 ha conquistato il suo primo titolo di campione di Colombia superando nella doppia finale l'Independiente Medellín, e nuovamente nel 2022 con le rivali cittadine del Deportivo Cali.

## Storia
La squadra è stata presentata ufficialmente il 15 settembre 2016 nella città di Cali, in occasione della presentazione dei primi due acquisti, le giocatrici Catalina Usme e Nicole Regnier; l'idea di creare una squadra femminile legata all'América è stata di Marcela Gómez, figlia del proprietario della squadra Tulio Gómez, che diventerà il primo presidente della squadra femminile. In questo modo, América sarebbe legata al progetto di promozione del calcio femminile nel Paese, sia a livello continentale che mondiale.
Il club ha accettato di giocare nel torneo professionistico femminile colombiano, avvalendosi del suo diritto di partecipazione grazie al riconoscimento sportivo da parte del Ministero dello Sport e della Dimayor. La squadra crea le sue basi dalla Liga de fútbol del Valle del Cauca, attraverso le sue categorie femminili e la Scuola Carlos Sarmiento Lora.
Nella sua prima stagione per l'anno 2017 la squadra è stato inizialmente diretta da Gerardo Londoño fino al 4 marzo dello stesso anno, ottenendo diversi successi in partite amichevoli, con Enrique Guevara che lo sostituì durante lo svolgimento del campionato, dove avrebbe raggiunto i quarti di finale eliminata dalle campionesse in carica del Santa Fe. Nel novembre 2017 la squadra viene affidata alla direzione tecnica di Jersson González, con Catalina Usme come principale riferimento, e l'América de Cali riuscì ad avanzare fino alle semifinali, perdendo contro l'Atlético Huila, che alla fine si sarebbe laureato campione della stagione.
Per la stagione 2019 è stato assunto come allenatore Andrés Usme, che aveva più esperienza nell'allenare squadre femminili, e con giocatrici come il portiere Natalia Giraldo, il difensore Rossy Caicedo, i centrocampisti Carolina Pineda e Farlyn Caicedo e l'efficacia realizzativa di Catalina Usme e Linda Caicedo (capocannoniere della stagione) la squadra si è laureata campione del campionato sconfiggendo in finale l'Independiente Medellín, con un punteggio aggregato di 3-2, vincendo così il loro primo titolo professionistico e qualificandosi per la Coppa Libertadores di quell'anno. Nel suo primo torneo CONMEBOL per club l'América de Cali si è classificata in terza posizione, battendo club oramai stabili partecipanti del torneo e club con una storia più lunga nei rispettivi campionati, come il Cerro Porteño del Paraguay e l'UAI Urquiza dell'Argentina, entrambi campioni in carica dei rispettivi tornei nazionali.
Nel campionato 2020 la squadra perde diverse giocatrici importanti che decidono di firmare per altre squadre, ma si impegna con la spina dorsale (Usme, Robledo, Pineda) e alcuni buoni rinforzi soprattutto la venezuelana Joemar Guarecuco che con questa nomina raggiunge per il secondo anno consecutivo la finale di campionato, perdendo contro un superiore Independiente Santa Fe e accedendo nuovamente in Coppa Libertadores. La partecipazione al torneo continentale 2020 fu storica, con le Diablas Rojas che raggiunsero per la prima volta nella storia la finale del torneo lasciando sulla strada club rinomati come il Boca Juniors e il Corinthians; in una finale combattuta sarebbero state sconfitte dalla squadra brasiliana del Ferroviária, tuttavia l'immagine del club fu riconosciuta e messa in risalto da vari media mentre il capitano e stella della squadra Catalina Usme sarebbe stata riconosciuta come miglior giocatore del torneo e della finale dalla CONMEBOL.
Per il campionato 2022, l'América si laureò ancora una volta campione del torneo, battendo in finale le rivali cittadine del Deportivo Cali per 4-3 ed eguagliando l'Independiente Santa Fe come vincitore della competizione, entrambi con due titoli. Catalina Usme fu ancora una volta capocannoniere della squadra e della stagione con 15 gol, aumentando il suo divario come capocannoniere nella storia della squadra scarlatta e nella Liga Profesional Femenina.

## Palmarès

### Competizioni nazionali
- Campionato colombiano femminile: 2

2019, 2022

#### Altri piazzamenti
- Campionato colombiano femminile:

Secondo posto: 2020

### Competizioni internazionali

#### Altri piazzamenti
- Coppa Libertadores:

Secondo posto: 2020
Terzo posto: 2019

## Strutture

### Stadio
Lo stadio dell'América è intitolato a Pascual Guerrero, fu costruito tra il 1935 e il 1937, anno della sua inaugurazione. Lo stadio è stato utilizzato per varie competizioni, come la Copa América 2001 o i VI Giochi panamericani, nel 1971. Lo stadio ha una capienza di 35 405 spettatori.

## Organico

### Rosa 2022
Rosa, ruoli e numeri di maglia come da sito ufficiale, aggiornati al 28 ottobre 2022
| N. |                      | Ruolo | Calciatrice              |
| -- | -------------------- | ----- | ------------------------ |
| 1  | Colombia (bandiera)  | P     | Natalia Giraldo          |
| 3  | Panama (bandiera)    | D     | Wendy Natis              |
| 4  | Colombia (bandiera)  | D     | Alejandra Ararat         |
| 5  | Colombia (bandiera)  | C     | Jessica Caro             |
| 6  | Colombia (bandiera)  | D     | Rossy Caicedo            |
| 7  | Colombia (bandiera)  | A     | Gisela Robledo           |
| 8  | Colombia (bandiera)  | C     | Carolina Pineda          |
| 9  | Venezuela (bandiera) | A     | Joemar Guarecuco         |
| 10 | Colombia (bandiera)  | A     | Catalina Usme (capitano) |
| 11 | Colombia (bandiera)  | A     | Manuela González         |
| 12 | Colombia (bandiera)  | P     | Sara Iveth lozano Patiño |
| 13 | Colombia (bandiera)  | D     | Adriana López            |
| 14 | Colombia (bandiera)  | D     | Lizeth Ocampo            |

| N. |                      | Ruolo | Calciatrice         |
| -- | -------------------- | ----- | ------------------- |
| 15 | Colombia (bandiera)  | C     | Xiomara Montes      |
| 16 | Venezuela (bandiera) | C     | Leury Basanta       |
| 18 | Colombia (bandiera)  | C     | Wendy Bonilla       |
| 19 | Colombia (bandiera)  | C     | Farlyn Caicedo      |
| 21 | Colombia (bandiera)  | C     | Mariana Zamorano    |
| 22 | Colombia (bandiera)  | P     | Paula villariagaa   |
| 23 | Colombia (bandiera)  | A     | Laura Orozco        |
| 26 | Colombia (bandiera)  | D     | Angie Salazar       |
|    | Colombia (bandiera)  | D     | Anlly Iglesias      |
|    | Colombia (bandiera)  | D     | Michelle Loaiza     |
|    | Colombia (bandiera)  | C     | Alejandra Satizábal |
|    | Colombia (bandiera)  | C     | Natalia Torres      |